# Andoni Zubizarreta
Andoni Zubizarreta Urreta (Vitoria, Alava, 23. listopada 1961.) bivši je španjolski nogometni vratar.  Dugo je godina bio igračem s najdužim stažom u španjolskoj reprezentaciji, sve do studenoga 2011. godine.
Usprkos tome što je rođen u Vitoriji, djetinjstvo je proveo u Aretxabaleti (Gipuzkoa). Zubizarreta je započeo karijeru igrajući u matičnom klubu Unión Deportiva Aretxabaleta (1977. – 1979.), nakon čega je prešao u Deportivo Alavés (1979. – 1980.) te u Athletic Bilbao (1980. – 1986.) S Atleticom je osvojio dva uzastopna prvenstva, 1983. i 1984. godine.
Godine 1986. prešao je u Barcelonu i sudjelovao je u vrlo uspješnom razdoblju za klub. S Barcelonom je osvojio četiri prvenstva i Ligu prvaka 1992. godine. Zubizarretin je zadnji klub bio Valencia CF (1994. – 1998.)
Njegove 622 ligaške utakmice su španjolski rekord.
Debitirao je za Španjolsku 23. siječnja 1985. godine u 3:1 pobjedi nad Finskom. Ukupno je, do umirovljenja 1998. godine, zabilježio 126 nastupa za La Furiu Roju. Bio je vratar na četiri uzastopna svjetska prvenstva: 1986., 1990., 1994. i 1998. godine. Također je nastupio na Euru 1988. i 1996. godine.
Danas je Zubizarreta, nakon tri godine u svojstvu sportskog direktora Athletic Bilbaa, radijski i televizijski komentator.

## Vanjske poveznice
- Planet World Cup - Legends (engl.)
- Biografija (šp.)